# Iljinka (Astrachan, Ikrjanoje)
Iljinka (russisch Ильи́нка) ist eine Siedlung städtischen Typs in der Oblast Astrachan (Russland) mit 4650 Einwohnern (Stand 14. Oktober 2010).

## Geografie
Die Siedlung liegt in der Kaspischen Senke, im Wolgadelta knapp 20 km südwestlich des Zentrums der Oblasthauptstadt Astrachan. Sie befindet sich am rechten Ufer des rechten, dort fast einen Kilometer breiten Wolgaarmes Bachtemir.
Iljinka gehört zum Rajon Ikrjanoje und ist von dessen Verwaltungszentrum Ikrjanoje etwa 20 km in nordöstlicher Richtung entfernt.

## Geschichte
Der Ort wurde 1730 gegründet. 1968 erhielt es den Status einer Siedlung städtischen Typs.

### Bevölkerungsentwicklung
| Jahr | Einwohner |
| ---- | --------- |
| 1970 | 3952      |
| 1979 | 4094      |
| 1989 | 4387      |
| 2002 | 4633      |
| 2010 | 4650      |

Anmerkung: Volkszählungsdaten

## Wirtschaft und Infrastruktur
Bedeutendster Betrieb ist ein Ölterminal mit zwei Tanklagern von Lukoil am Wolgaufer ober- und unterhalb des Ortes.
Iljinka liegt an der Regionalstraße, die Astrachan mit dem im Südwestteil der Oblast gelegenen Rajonverwaltungszentrum Liman verbindet. Diese zweigt einige Kilometer nördlich des Ortes von alten Trasse der föderalen Fernstraße R216 ab, die von Astrachan über die kalmückische Hauptstadt Elista nach Stawropol führt (eine neue Trasse verläuft etwas weiter nordwestlich als weiträumige Umgehung von Astrachan). Die Regionalstraße ist in Fortführung der Magistrale R22 Kaspi von Kaschira bei Moskau zugleich Teil der Europastraße 119, die weiter entlang der Westküste des Kaspischen Meeres in Richtung Dagestan und Aserbaidschan führt.

## Söhne und Töchter des Ortes
- Wassili Kudinow (1969–2017), Handballspieler, zweifacher Olympiasieger